# Anna Kiesenhofer
Anna Kiesenhofer (født 14. februar 1991) er en østrigsk landevejscyklist og matematiker.
Hun repræsenterede Østrig ved sommer-OL 2020 i Tokyo og vandt guld ved landevejsløbet.
Kiesenhofer har en doktorgrad i matematik fra Universitat Politècnica de Catalunya i Barcelona. Hun har arbejdet på École Polytechnique Fédérale de Lausanne i Schweiz siden 2017.